# Park Pobedy (metropolitana di Mosca)
Park Pobedy (in russo: Парк Победы, che significa Parco della Vittoria) è una stazione della Linea Arbatsko-Pokrovskaja, della Metropolitana di Mosca. Situata 84 metri sotto il livello del suolo, è la stazione più profonda della rete metropolitana moscovita. La stazione contiene anche la più lunga scala d'Europa, che percorre 126 metri con 740 scalini. Il raggiungimento della banchina partendo dalla superficie richiede circa tre minuti.
Park Pobedy è una stazione complessa di interscambio, con due banchine parallele separate. Quando nel 1986 fu dato inizio alla costruzione (che non fu completata fino al 2003), i progetti erano di farne una stazione di interscambio con la futura linea Solncevo-Mytiščenskaja, la cui costruzione deve ancora avere inizio.
I treni che provengono da Kievskaja si fermano alla banchina nord per lasciare i passeggeri prima di effettuare manovra sui binari laterali per tornare alla banchina sud e riprendere il viaggio a ritroso. Questa è l'unica stazione della metropolitana dove tutti i passeggeri lasciano i treni in posizione diversa. Un'ulteriore complicazione è rappresentata dal fatto che solo la piattaforma diretta verso sud ha un ingresso, così i passeggeri che arrivano in quella nord devono prima cambiare banchina per poi uscire.
Le due banchine sono identiche, ma hanno schemi di colori opposti, che creano un effetto che colpisce l'attenzione. I pilastri delle banchine esterne sono ricoperti in marmo rosso sulle alcune facce e grigio chiaro sulle altre, mentre le banchine interne sono esattamente al contrario. La stazione è decorata con due grandi pannelli di Zurab Cereteli che ritraggono la Guerra patriottica del 1812 e la Grande guerra patriottica. Gli architetti della stazione furono N.V. Šurygina e N.I. Šumakov.
Dall'inizio del 2014 è utilizzata anche per il nuovo tratto inaugurato della Linea Kalininskaja-Solncevskaja.